# Moulagenmuseum
Das Moulagenmuseum der Universität Zürich umfasst eine der weltweit grössten Sammlung von Moulagen. Sie entstand zwischen 1918 und 1948. Die Sammlung ist ein Kulturgut von nationaler Bedeutung.

## Geschichte
Bruno Bloch, der erste Ordinarius für Dermatologie und Venerologie an der Universität Zürich, gründete die Sammlung von Moulagen, lebensnahe dreidimensionale Abformungen von Krankheitsbildern. Ab 1918 fertigte  Lotte Volger (1883–1956), die das Moulieren bei Fritz Kolbow erlernt hatte, die damals wichtigen Lehrmittel an. Als Spezialität wurden unter Paul Clairmont in den Jahren 1919 bis 1927 Moulagen von chirurgischen Krankheitsbildern moduliert, etwa 500 durch Adolf Fleischmann. Blochs Nachfolger, Guido Miescher und Hans Storck, bauten die Sammlung weiter aus. Moulageure aus Zürich reisten deshalb mehrmals nach Indien, um Fälle von Lepra und anderen tropischen Hautkrankheiten fest zu halten.
Ab den 1960er Jahren verdrängte die zunehmend bessere Qualität von Farbdiapositiven die Moulagen aus dem Hörsaal. Unter anderem verdankt die heutige Sammlung ihr Bestehen der Moulageuse Elsbeth Stoiber, die 1972 den Auftrag zum Einschmelzen der Moulagen nicht ausführte. Nachdem die Sammlung bis in die späten 1980er Jahre immer wieder vom Untergang bedroht war, erlebt sie seit Beginn der Restaurierungsarbeiten 1990 einen Aufschwung, besonders seit sie im Neubau an der Haldenbachstrasse permanente Räumlichkeiten beziehen konnte. Chirurgische Moulagen sind heute nur noch in Paris und Zürich vorhanden.

## Sammlung
Die Moulagensammlung umfasst über 1800, meist lokal hergestellte Moulagen. Rund 600 davon sind im Museum ausgestellt.
Neben dermatologischen Krankheitsbildern wurden in den 1920er Jahren auch chirurgische Fälle sowie Selbst- und Tierversuche dargestellt.
Seit einigen Jahren dient die Moulagensammlung wieder als Lehrsammlung den Studierenden der Universität Zürich.

## Sonderausstellungen
- Hundert Blicke auf ein Püggeli  (2010)
- Dreidimensionale Dokumente (2005)
- Chirurgische Moulagen (2003)
- Geschlechtskrankheiten (2002)
- Vom Erbgrind zum Fusspilz (2000)